# Uroleucon grossum
Uroleucon grossum är en insektsart som först beskrevs av Hille Ris Lambers 1939.  Uroleucon grossum ingår i släktet Uroleucon, och familjen långrörsbladlöss. Arten är reproducerande i Sverige.